# Cixius distincta
Cixius distincta är en insektsart som beskrevs av Victor Antoine Signoret 1865. Cixius distincta ingår i släktet Cixius och familjen kilstritar. Inga underarter finns listade i Catalogue of Life.